# Agatti Airport
Agatti Airport är en flygplats i Indien. Den ligger på ön Agatti Island i delstaten Lakshadweep, i den sydvästra delen av landet, 2 000 km söder om huvudstaden New Delhi. Agatti Airport ligger 5 meter över havet.
Terrängen runt Agatti Airport är mycket platt.  Det finns inga samhällen i närheten.